# Leitzweiler
Leitzweiler es un municipio situado en el distrito de Birkenfeld, en el estado federado de Renania-Palatinado (Alemania). Su población estimada a finales de 2016 era de 110 habitantes.
Se encuentra ubicado en el centro-oeste del estado, a poca distancia de la frontera con el estado de Sarre y de la orilla del río Nahe, un afluente del Rin por la izquierda.